# Малый Толкиш
Малый Толкиш — село в Чистопольском районе Татарстана. Административный центр Малотолкишского сельского поселения.

## География
Находится в центральной части Татарстана на расстоянии приблизительно 17 км по прямой на восток от районного центра города Чистополь.

## История
Основано в 1710—1711 годах. Упоминалось также как Сергеевское. В 1916 году была построена Троицкая церковь. В начале XX века волостной центр.

## Население
Постоянных жителей было: в 1782 — 158 душ муж. пола; в 1859 — 943, в 1897 — 1717, в 1908 — 1753, в 1920 — 1829, в 1926 — 1922, в 1938 — 1449, в 1949 — 904, в 1958 — 587, в 1970 — 522, в 1979 — 414, в 1989 — 295, в 2002 — 263 (русские 92 %), 232 — в 2010.